# Соната для фортепиано № 14 (Бетховен)
Соната для фортепиано № 14 до-диез минор, ор. 27, № 2 (более известна под названием «Лунная») — музыкальное произведение, написанное немецким композитором Людвигом ван Бетховеном в 1800—1801 годах. Обе сонаты опуса 27 (№ 13 и 14) имеют заголовок Sonata quasi una fantasia.
«Лунной» первую часть сонаты (Adagio sostenuto) назвал музыкальный критик Людвиг Рельштаб в 1832 году, уже спустя 5 лет после смерти автора — он сравнил это произведение с «лунным светом над Фирвальдштетским озером».
Произведение относится к известнейшим фортепианным сочинениям Бетховена. Его первую часть хотят сами сыграть многие учащиеся-пианисты музыкальных школ (две остальные части, особенно третья, значительно труднее для исполнения).

## История
Соната издана одним опусом вместе с сонатой № 13. Сонаты посвящены 18-летней Джульетте Гвиччарди, которой 31-летний Бетховен в 1801 году давал уроки музыки. Композитор был влюблён в юную графиню и хотел на ней жениться.

Перемена, происшедшая во мне теперь, вызвана милой чудесной девушкой, которая любит меня и любима мною.— Бетховен, из письма Францу Вегелеру 16 ноября 1801 года

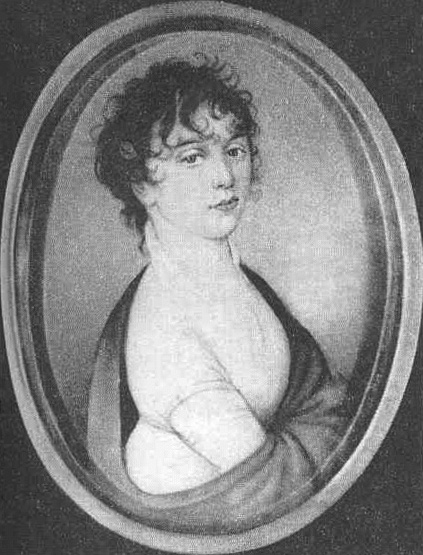
Джульетта Гвиччарди, которой Бетховен посвятил сонату № 14.

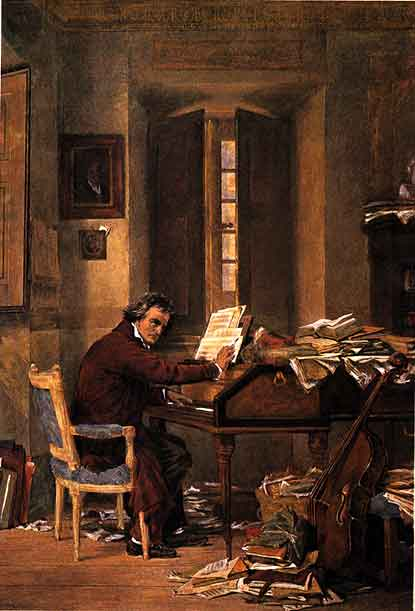
Людвиг Бетховен, дома за работой

В марте 1802 года соната № 14 — с посвящением Джульетте — была опубликована в Бонне, хотя с первых месяцев 1802 года Джульетта оказывала явное предпочтение композитору Венцелю Галленбергу и, в итоге, вышла за него замуж. Через полгода после написания сонаты, 6 октября 1802 года, Бетховен в отчаянии пишет «Гейлигенштадтское завещание». Некоторые бетховеноведы считают, что именно графине Гвиччарди композитор адресовал письмо, известное как письмо «к бессмертной возлюбленной». Оно было обнаружено после смерти Бетховена 26 марта 1827 году в потайном ящике его гардероба (вместе с портретами других возлюбленных — композитор часто влюблялся). Бетховен хранил миниатюрный портрет Джульетты вместе с этим письмом и «Гейлигенштадтским завещанием». Тоска неразделённой любви, мука потери слуха — всё это выразил композитор в «Лунной» сонате.

Иллюзия длилась недолго, и уже в сонате видно больше страдания и гнева, чем любви.— Ромен Роллан

Памятник любви, который он хотел создать этою сонатою, очень естественно обратился в мавзолей. Для такого человека, как Бетховен, любовь не могла быть ничем другим, как надеждою загробною и скорбью, душевным трауром здесь на земле.— Александр Серов

## Анализ
Обе сонаты опуса 27 (№ 13 и 14), имеют подзаголовок «в духе фантазии» (итал. quasi una fantasia): Бетховен хотел подчеркнуть то, что форма сонат отличается от композиции классического сонатного цикла, принятого во времена создания данной сонаты.
Соната состоит из трех частей:
1. Adagio sostenuto — первая часть сонаты («Лунная»).
Соната начинается тем, что в классическом сонатном цикле обычно является средней частью сонатного цикла, — медленной, сумрачной, довольно скорбной музыкой. Музыкальный критик Александр Серов находил в первой части сонаты выражение «смертельного уныния». В своём методическом анализе и редакции сонаты профессор А. Б. Гольденвейзер выделил три ключевых элемента, важных для исполнительской интерпретации части:
- общий хоральный план фактуры, определяемый движением басовых октав;
- гармоническая триольная фигурация, охватывающая практически всю часть, — сравнительно редкий у Бетховена пример выдержанного через всё сочинение однообразного ритмического движения, больше характерный для прелюдий И. С. Баха;
- скорбный малоподвижный мелодический голос, ритмически почти совпадающий с линией баса.

В сумме эти три элемента образуют гармоническое целое, но при этом функционируют по отдельности, образуя непрерывную живую декламационную линию, а не «подыгрывая» только свою партию к ведущему голосу.
2. Allegretto — вторая часть сонаты.

«Утешительное» настроение второй части у недостаточно чутких учеников легко переходит в увеселительное скерцандо, в корне противоречащее смыслу произведения. Я слышал десятки, если не сотни раз такую трактовку. В таких случаях я обычно напоминаю ученику крылатое словцо Листа об этом аллегретто: «Это цветок между двух пропастей», и стараюсь ему доказать, что аллегория эта не случайна, что она удивительно точно передает не только дух, но и форму сочинения, ибо первые такты мелодии напоминают поневоле раскрывающуюся чашечку цветка, а последующие — свисающие на стебле листья. Прошу помнить, что я никогда не «иллюстрирую» музыку, то есть в данном случае я не говорю, что эта музыка есть цветок, — я говорю, что она может вызвать духовное, зрительное впечатление цветка, символизировать его, подсказать воображению образ цветка.— Генрих Нейгауз, «Об искусстве фортепианной игры»

Позабываю сказать, что в этой сонате есть ещё скерцо. Нельзя не удивляться, как тут замешалось это скерцо, не имеющее никакого отношения ни к предыдущему, ни к последующему. «Это цветок между двух пропастей», сказал Лист. Пожалуй! Но такое место, я полагаю, не слишком эффектно для цветка, так что с этой стороны метафора господина Листа, может быть, и не лишена верности.— Александр Серов
3. Presto agitato — третья часть сонаты.

Внезапное адажио… пиано… Человек, доведенный до крайности, умолкает, дыхание пресеклось. И когда через минуту дыхание оживает и человек поднимается, кончены тщетные усилия, рыдания, буйства. Все сказано, душа опустошена. В последних тактах остается только величественная сила, покоряющая, укрощающая, принимающая поток.— Ромен Роллан

## Некоторые интерпретации
- Вильгельм Кемпф, видео на YouTube (1970);
- Владимир Горовиц, видео на YouTube (1972);
- Эмиль Гилельс, видео на YouTube (3 часть, 1968);
- Сен-Прё, видео на YouTube (Amours météores)1980